# Suore premostratensi del Sacro Monte
Le Suore Premostratensi del Sacro Monte (in ceco Kongregace Sester Premonstrátek ze Svatého Kopečka) sono un istituto religioso femminile di diritto pontificio.

## Storia
La congregazione fu fondata nel 1902 a Svatý Kopeček, presso Olomouc, dal premostratense Adalberto Frejka; le prime postulanti si formarono presso le suore premostratensi di Cracovia, da dove giunse anche la prima superiora generale, Michaela Andrusikiewicz.
Le suore si diffusero rapidamente in Boemia e Moravia, poi in Slovacchia.
L'istituto, aggregato al terz'ordine regolare premostratense, ricevette il pontificio decreto di lode il 22 gennaio 1970.

## Attività e diffusione
Le suore si dedicano all'educazione della gioventù, alla cura degli orfani e all'assistenza agli ammalati.
Sono presenti in Repubblica Ceca, in Slovacchia e in Russia; la sede generalizia è a Trnava.
Alla fine del 2008 la congregazione contava 120 religiose in 9 case.